# Josep Vidal (futbolista)
Josep Vidal (Catalunya, 15 d'abril de 1884 - ?) fou un futbolista català de la dècada de 1900.
Fou un sportsman català de començament de segle xx. A més del futbol, practicà l'atletisme, el ciclisme i el joc de pilota. Fou jugador del FC Barcelona entre els anys 1900 i 1907. També fou directiu del club els anys 1902-1903.

## Palmarès
- Campionat de Catalunya de futbol:
  - 1901-02, 1904-05